# Liste des oiseaux d'Inde
Ceci est une liste non exhaustive des oiseaux endémiques ou quasi endémiques de l'Inde.
| Nom                       | Famille        | Répartition         | Statut UICN | Image |
| ------------------------- | -------------- | ------------------- | ----------- | ----- |
| Aigle lancéolé            | Accipitridae   | répandu             |             |       |
| Alouette à ailes rousses  | Alaudidae      | répandu             |             |       |
| Alouette du Dekkan        | Alaudidae      | sud                 |             |       |
| Ammomane à queue rouge    | Alaudidae      | répandu             |             |       |
| Arrenga de Malabar        | Muscicapidae   | sud-ouest           |             |       |
| Barbu de Malabar          | Megalaimidae   | Ghats occidentaux   |             |       |
| Barbu vert                | Megalaimidae   | ouest et sud        |             |       |
| Bec-en-ciseaux à collier  | Laridae        | répandu             |             |       |
| Bengali vert              | Estrildidae    | centre              |             |       |
| Bergeronnette indienne    | Motacillidae   | répandu             |             |       |
| Brève du Bengale          | Pittidae       | répandu             |             |       |
| Bulbul colombar           | Pycnonotidae   | Ghats occidentaux   |             |       |
| Bulbul à menton jaune     | Pycnonotidae   | sud                 |             |       |
| Bulbul à sourcils blancs  | Pycnonotidae   | sud                 |             |       |
| Bulbul à sourcils d'or    | Pycnonotidae   | sud                 |             |       |
| Calao gris                | Bucerotidae    | Ghats occidentaux   |             |       |
| Chevêche forestière       | Strigidae      | ouest               |             |       |
| Cochevis de Malabar       | Alaudidae      | ouest               |             |       |
| Colombar à front gris     | Columbidae     | Ghats occidentaux   |             |       |
| Coq de Sonnerat           | Phasianidae    | répandu             |             |       |
| Corbeau indien            | Corvidae       | répandu             | -           |       |
| Coucal des Andaman        | Cuculidae      | Îles Andaman        |             |       |
| Coucou à tête grise       | Cuculidae      | répandu             |             |       |
| Courvite de Coromandel    | Glareolidae    | répandu             |             |       |
| Courvite de Jerdon        | Glareolidae    | sud-est             |             |       |
| Cratérope affin           | Leiothrichidae | sud                 |             |       |
| Cratérope gris            | Leiothrichidae | répandu             |             |       |
| Cratérope roussâtre       | Leiothrichidae | Ghats occidentaux   |             |       |
| Dicée concolore           | Dicaeidae      | sud-ouest           |             |       |
| Drongo à ventre blanc     | Dicruridae     | répandu             |             |       |
| Galloperdrix lunulée      | Phasianidae    | répandu             |             |       |
| Galloperdrix rouge        | Phasianidae    | répandu             |             |       |
| Garrulaxe des Nilgiri     | Furnariidae    | Nilgiris            |             |       |
| Garrulaxe de Fairbank     | Leiothrichidae | Ghats occidentaux   |             |       |
| Garrulaxe de Delessert    | Leiothrichidae | Ghats occidentaux   |             |       |
| Gobemouche des Nilgiri    | Muscicapidae   | sud-ouest           |             |       |
| Graminicole à queue large | Locustellidae  | Ghats occidentaux   |             |       |
| Graminicole rayée         | Locustellidae  | ouest et nord       |             |       |
| Grimpereau tacheté        | Certhiidae     | répandu             |             |       |
| Hirondelle fluviatile     | Hirundinidae   | répandu             |             |       |
| Iora à queue blanche      | Aegithinidae   | répandu             |             |       |
| Mainate indien            | Sturnidae      | Ghats occidentaux   |             |       |
| Malcoha à bec vert        | Cuculidae      | sud                 |             |       |
| Malcoha sirkir            | Cuculidae      | répandu             |             |       |
| Martin des Andaman        | Sturnidae      | Îles Andaman        |             |       |
| Martin des berges         | Sturnidae      | répandu             |             |       |
| Merle des Nilgiri         | Turdidae       | répandu             |             |       |
| Mésange à ailes blanches  | Paridae        | ouest               |             |       |
| Mésange jaune             | Paridae        | centre/sud          | -           |       |
| Mésange indienne          | Paridae        | répandu             | -           |       |
| Grand Minivet             | Campephagidae  | ouest               |             |       |
| Minivet à ventre blanc    | Campephagidae  | répandu             |             |       |
| Nicobar à camail          | Columbidae     | Îles Nicobar        |             |       |
| Notodèle à flancs roux    | Muscicapidae   | sud-ouest           |             |       |
| Notodèle à ventre blanc   | Muscicapidae   | sud-ouest           |             |       |
| Outarde passarage         | Otididae       | répandu             |             |       |
| Œdicnème indien           | Burhinidae     | répandu             |             |       |
| Perdicule argoondah       | Phasianidae    | ouest               |             |       |
| Perdicule à bec rouge     | Phasianidae    | répandu             |             |       |
| Perdicule du Manipur      | Phasianidae    | nord-est            |             |       |
| Perdicule rousse-gorge    | Phasianidae    | répandu             |             |       |
| Perruche de Malabar       | Psittacidae    | Ghats occidentaux   |             |       |
| Petit-duc indien          | Strigidae      | répandu             |             |       |
| Pigeon d'Elphinstone      | Columbidae     | ouest et sud        |             |       |
| Pigeon marron             | Columbidae     | sud-est et nord-est |             |       |
| Pomatorhin de Horsfield   | Timaliidae     | répandu             |             |       |
| Prinia cendrée            | Cisticolidae   | répandu             |             |       |
| Prinia forestière         | Cisticolidae   | répandu             |             |       |
| Prinia à front roux       | Cisticolidae   | nord                |             |       |
| Rhipidure moucheté        | Rhipiduridae   | répandu             |             |       |
| Sittelle indienne         | Sittidae       | répandu             |             | -     |
| Souimanga menu            | Nectariniidae  | Ghats occidentaux   |             |       |
| Souimanga pourpré         | Nectariniidae  | sud                 |             |       |
| Souimanga de Vigors       | Nectariniidae  | Ghats occidentaux   |             |       |
| Sterne à ventre noir      | Laridae        | répandu             |             |       |
| Témia des Andaman         | Corvidae       | Îles Andaman        |             |       |
| Témia à ventre blanc      | Corvidae       | Ghats occidentaux   |             |       |
| Timalie à tête noire      | Timaliidae     | Ghats occidentaux   |             |       |
| Timalie à ventre roux     | Timaliidae     | répandu             |             |       |
| Tragopan de Hastings      | Phasianidae    | Himalaya            |             |       |
| Traquet à sourcils blancs | Muscicapidae   | nord-ouest          |             |       |
| Trogon de Malabar         | Trogonidae     | répandu             |             |       |
| Vanneau de Malabar        | Charadriidae   | répandu             |             |       |
| Vautour indien            | Accipitridae   | répandu             |             |       |
| Verdin de Jerdon          | Chloropseidae  | répandu             |             |       |